# Дви Пангесту, Ариф
Ариф Дви Пангесту (индон. Arif Dwi Pangestu; род. 25 марта 2004, Bantul, Джокьякарта) — индонезийский лучник, специализирующийся в стрельбе из олимпийского лука. Участник Олимпийских игр.

## Биография
Ариф Дви Пангесту родился 25 марта 2004 года. Начал заниматься стрельбой из лука после того, как в детстве увидел тренировку своего двоюродного брата.

## Карьера
Выступает за клуб DI Yogyakarta.
Принял участие на молодёжном чемпионате мира 2017 года в Росарио. Будучи 28-м сеяным после рейтингового раунда, Ариф Дви Пангесту победил молдаванина Чезара Будечи 6:0 в первом матче, но затем проиграл греку Аристеидису Спалатасу 2:6 и выбыл из борьбы, заняв 33-е место.
Впервые на взрослых международных соревнованиях Ариф Дви Пангесту выступил на играх Юго-Восточной Азии 2019 года на Филиппинах.
По результатам финального отборочного турнира в Париже на Олимпийские игры путёвки завоевали мужские сборные Франции, США и Индонезии. Это произошло после того, как Ариф Пангесту, Альвиянто Прастьиди и Риау Эга Агата вышли в финал, и хотя проиграли Украине, по регламенту путёвки получали три лучшие команды. Так как они отобрались в командном турнире, они также получили три квоты на индивидуальный мужской турнир.
В командном турнире индонезийцы проиграли уже в первом раунде британцам со счётом 0:6. В индивидуальном турнире Дви Пангесту проиграл уже в первом поединке немцу Флориану Каллунду.